# روي ديفيز (لاعب كريكت)
روي ديفيز (12 أغسطس 1928 في المملكة المتحدة - 14 يوليو 2013 في المملكة المتحدة)  (بالإنجليزية: Roy Davies)‏ هو كيميائي ولاعب كريكت بريطاني. لعب مع نادي مقاطعة غلاموركن للكريكت ‏.